# Zakrzewiec
Zakrzewiec [zaˈkʂɛvjɛt͡s] (tiếng Đức: Vogelsang)  là một ngôi làng ở quận hành chính của Gmina Braniewo, trong huyện Braniewski, Warmińsko-Mazurskie, ở miền bắc Ba Lan, gần biên giới với Kaliningrad của Nga. Nó nằm khoảng 9 kilômét (6 mi) về phía đông nam của Braniewo và 73 km (45 mi) phía tây bắc của thủ đô khu vực Olsztyn.
Ngôi làng có dân số 104.